# ᱇
Cette page contient des caractères spéciaux ou non latins. S’ils s’affichent mal (▯, ?, etc.), consultez la page d’aide Unicode.
᱇ est un chiffre de l’alphasyllabaire lepcha équivalent au 7 en chiffres arabes.

## Représentations informatiques
| Représentation | Chaînes de caractères | Points de code | Descriptions        |
| -------------- | --------------------- | -------------- | ------------------- |
| ᱇              | ᱇                     | U+1C47         | Chiffre lepcha sept |